# Tomáš Konečný
Tomáš Konečný (Olomouc, 11 ottobre 1973) è un ex ciclista su strada ceco.

## Palmarès

### Strada
- 1995 (Dilettanti, una vittoria)

Trophée Mavic
- 1996 (Husqvarna-ZVVZ, due vittorie)

2ª tappa Commonwealth Bank Classic
6ª tappa Sachsen-Tour International
- 1998 (ZVVZ-DLD, quattro vittorie)

3ª tappa Volta ao Algarve (Faro > Tavira)
6ª tappa Volta ao Algarve (Faro > Loulé)
Classifica generale Volta ao Algarve
6ª tappa Tour de Beauce (Saint-Georges > Saint-Georges)
- 1999 (Wüstenrot-ZVVZ, cinque vittorie)

2ª tappa Vuelta a La Rioja (Nájera > Navarrete)
GP ZTS Dubnica nad Váhom
Campionati cechi, Prova in linea Elite
7ª tappa Herald Sun Tour (Ballarat > Hamilton)
11ª tappa Herald Sun Tour (Nagambie > Lake Mountain)
- 2000 (Wüstenrot-ZVVZ, tre vittorie)

Poreč Trophy 5
Classifica generale Tour de Beauce
Grand Prix Südkärnten
- 2001 (Domo-Farm Frites, una vittoria)

16ª tappa Vuelta a España (Alcoy > Murcia)
- 2003 (eD'system-ZVVZ, quatrro vittorie)

3ª tappa Istrian Spring Trophy (Parenzo > Parenzo)
4ª tappa Giro della Bassa Sassonia (Gottinga > Bückeburg)
8ª tappa Corsa della Pace (Freyburg > Klingenthal)
4ª tappa Tour de Beauce (Saint-Georges > Mont Mégantic)

#### Altri successi
- 1996 (Husqvarna-ZVVZ)

Classifica scalatori International Tour of Rhodes
Classifica scalatori Giro della Bassa Sassonia
- 1997 (ZVVZ-Giant)

Criterium Karlovy Vary
Staroměstské Kriterium
- 1998 (ZVVZ-DLD)

Classifica a punti Volta ao Algarve
Criterium Plzeň
- 1999 (Wüstenrot-ZVVZ)

Criterium Žatčany
2ª tappa Lidice
- 2000 (Wüstenrot-ZVVZ)

Prologo Tour de Beauce (Québec, cronometro)
- 2001 (Domo-Farm Frites)

Classifica traguardi volanti Vuelta al País Vasco
- 2003 (eD'system-ZVVZ)

Criterium Plzeň
4ª tappa Tour de Vysočina
- 2004 (T-Mobile Team)

Classifica scalatori Österreich-Rundfahrt

## Piazzamenti

### Grandi Giri
- Tour de France

2002: 65º
- Vuelta a España

2001: 16º
2004: ritirato (9ª tappa)

### Classiche monumento
- Milano-Sanremo

2002: 6º
- Liegi-Bastogne-Liegi

2002: 71º
- Giro di Lombardia

2001: 16º
2002: ritirato
2005: ritirato

### Competizioni mondiali
- Campionati del mondo

Lugano 1996 - In linea Elite: ritirato
San Sebastián 1997 - In linea Elite: 69º
Verona 1999 - In linea Elite: ritirato
Lisbona 2001 - In linea Elite: 9º
Zolder 2002 - In linea Elite: 87º
Verona 2004 - In linea Elite: 57º
- Giochi olimpici

Sydney 2000 - In linea: 76º
Sydney 2000 - Cronometro: 28º